# Гена, Ив
Ив Гена (фр. Yves Guéna; 6 июля 1922, Брест, Франция — 3 марта 2016, Париж, Франция) — французский государственный деятель, министр транспорта Франции (1973—1974), президент Конституционного совета Франции (2000—2004).

## Биография
Родился в небогатой семье. После окончания школы в родном Бресте, в 1939 году был зачислен в престижный класс («hypokhâgne») в Ренне.

### В годы Второй мировой войны
После поражения в ходе Французской кампании (1940) 17-летним студентом лицея в Бресте сел на военно-морской буксир, который доставил его на остров Уэссан. Перебравшись затем в британский Плимут, начал обучение в престижной школе Аннерли. Затем вступил в ряды «Сражающейся Франции». Вскоре был направлен в Африку, в составе первого подразделения Спаги (1st Spahis Regiment) участвовал во Втором сражении при Эль-Аламейне.
В 1944 году в звании лейтенанта 1-го взвода 4-й эскадрильи первого подразделения Спаги получил ранение около Алансона в Нормандии. В конце 1944 года вернулся в строй и продолжил борьбу за освобождение Франции в составе 2-я бронетанковой дивизии генерала Леклерка в Эльзасе, с которой дошел до немецкого Берхтесгадена.
В 1946 году завершил своё образование в Национальной школы администрации. В 1947 году стал гражданским контролёром в Марокко, затем работал в аппарате Государственного совета.

### Период Пятой Республики
В 1958—1959 годах был техническим советником, а затем директором кабинета министра юстиции Мишеля Дебре. Летом 1958 года входил в состав небольшой неофициальной группы под контролем генерала де Голля, созданной для разработки нового текста Конституции. В январе 1959 года назначен заместителем руководителя аппарата премьер-министра Дебре. В июле 1959 года — Верховным комиссаром, а затем — послом в Кот-д’Ивуар. Причислялся к «баронам голлизма».
С 1961 по 1981 год избирался депутатом Национального собрания от департамента Дордонь; член генерального совета департамента Дордонь (1970—1989), мэр Перигё (1971—1997). На этом посту провел реновацию города (перестройка кварталов, мощение улиц и т. д.), организовал международный фестиваль Mimos Mimos (1983) и международную ярмарку для гурманов.
Входил в состав правительства страны:
- В 1967—1968 и 1968—1969 годах — министр почт и телекоммуникаций Франции. Для завершения программы телефонизации запускает проект «Телефон для всех»,
- поддерживает развитие спутников связи, которые несколько лет спустя приведут к реализации космической программы Ариан. В ходе майских студенческих волнений 1968 г. выполнял директиву премьер-министра Жоржа Помпиду, о восстановлении порядка на локальных радиостанциях, угрожая прекратить их вещание, если они продолжат проявлять лояльность к действиям молодежи.
- май—июль 1968 года — министр информации Франции,
- В 1972—1974 годах — государственный советник,
- В 1973—1974 годах — министр транспорта. На этой должности подготовил проект первой линии TGV и разработал программу развития Airbus, задумал создание и предложил название аэропорта Париж — Шарль-де-Голль, открытый премьер-министром Пьером Мессмером 8 марта 1974 года, предложил проект Евротоннеля и инициировал выполнения проектно-изыскательских работ, которые, впрочем, не были продолжены,
- март—май 1974 года — министр промышленности, торговли и ремесел Франции.

В 1974 году как заместитель генерального секретаря Союза демократов в поддержку республики сначала поддерживал кандидатуру Жака Шабан-Дельмаса в качестве кандидата правых сил на пост президента Франции, а во втором туре — Валери Жискар д’Эстена. Был избран генеральным секретарем Союза демократов в поддержку республики, занимая этот пост до декабря 1976 года, когда он вошёл в ряды Объединения в поддержку республики (ОПР) во главе с Жаком Шираком. С 1977 по 1978 год он был политическим делегатом ОПР, затем, с 1978 года — политическим советником и генеральным казначеем партии. С Мари-Франс Гарро, Пьером Жюийе и Шарлем Паскуа он входил в состав так называемой «Банды четырех», группу ближайшего окружения Рака Ширака. Эта группа, в частности: рекомендовала Шираку опубликовать манифест Appel de Cochin (1978), направленный против политики президента Жискар д’Эстен. Ушел в отставку с должности советника и казначея ОПР в 1979 году.
В 1981 году основал общество Сercle Périclès, нацеленное на исследования в области обороны, и стал его президентом. На президентских выборах 1981 года изначально поддерживал кандидатуру Мишеля Дебре. В том же году на выборах в Национальное собрание потерпел поражения от представителя Социалистической партии Ролана Дюма. Состоял в ортодоксально-голлистском Движении инициативы и свободы.
В 1986 году вновь возвращается в состав Национального собрания и занимает пост заместителя председателя комитета по делам финансов. Однако в июне 1988 г. он вновь терпит поражение от представителя Социалистической партии.
В сентябре 1989 года он был избран сенатором от департамента Дордонь. В 1992—1997 годах являлся заместителем председателя Сената. В сентябре 1990 года опубликовал петицию, в которой он выступил против воссоединения Германии, также выступил против Маастрихтского договора (1992).
В январе 1997 года был назначен членом Конституционного совета Франции. В 2000—2004 годах — его председатель.

### Общественно-политическая деятельность
С 1999 по 2006 год являлся президентом Института Шарля де Голля и президентом одномиенного фонда с 2001 по 2006 год. На этом посту активно занимался вопросами увековечивания памяти маршала. С 2004 по 2007 год занимал пост председателя Совета Института арабского мира. С 2004 года являлся почетным президентом политического движения клуба «Новый век» (Club Nouveau siècle), который объединил различные течения голлистов в рамках ОПР.
В 2007—2011 годах — президент Фонда «Свободная Франция» .
В апреле 2009 года по предложению президента Николя Саркози он был назначен председателем комиссии по контролю за выборами (назначение было одобрено законодательными комитетами Национального собрания и Сената).
В августе 2014 года политик последний раз появился на публике, председательствуя на церемониях 70-й годовщины освобождения города Перигё.

### Награды и звания
Награждён Большим Крестом ордена Почетного легиона (2005), Военным Крестом (1939—1945), медаль Сопротивления.